# François d'Aguilon
Francisco de Aguilón, o François d'Aguilon (también d'Aguillon) (en latín: Franciscus Aguilonius o Francisci Aguilonii; Bruselas, 4 de enero de 1567 - Tournai, 20 de marzo de 1617), fue un jesuita, matemático, físico y arquitecto belga.

## Biografía

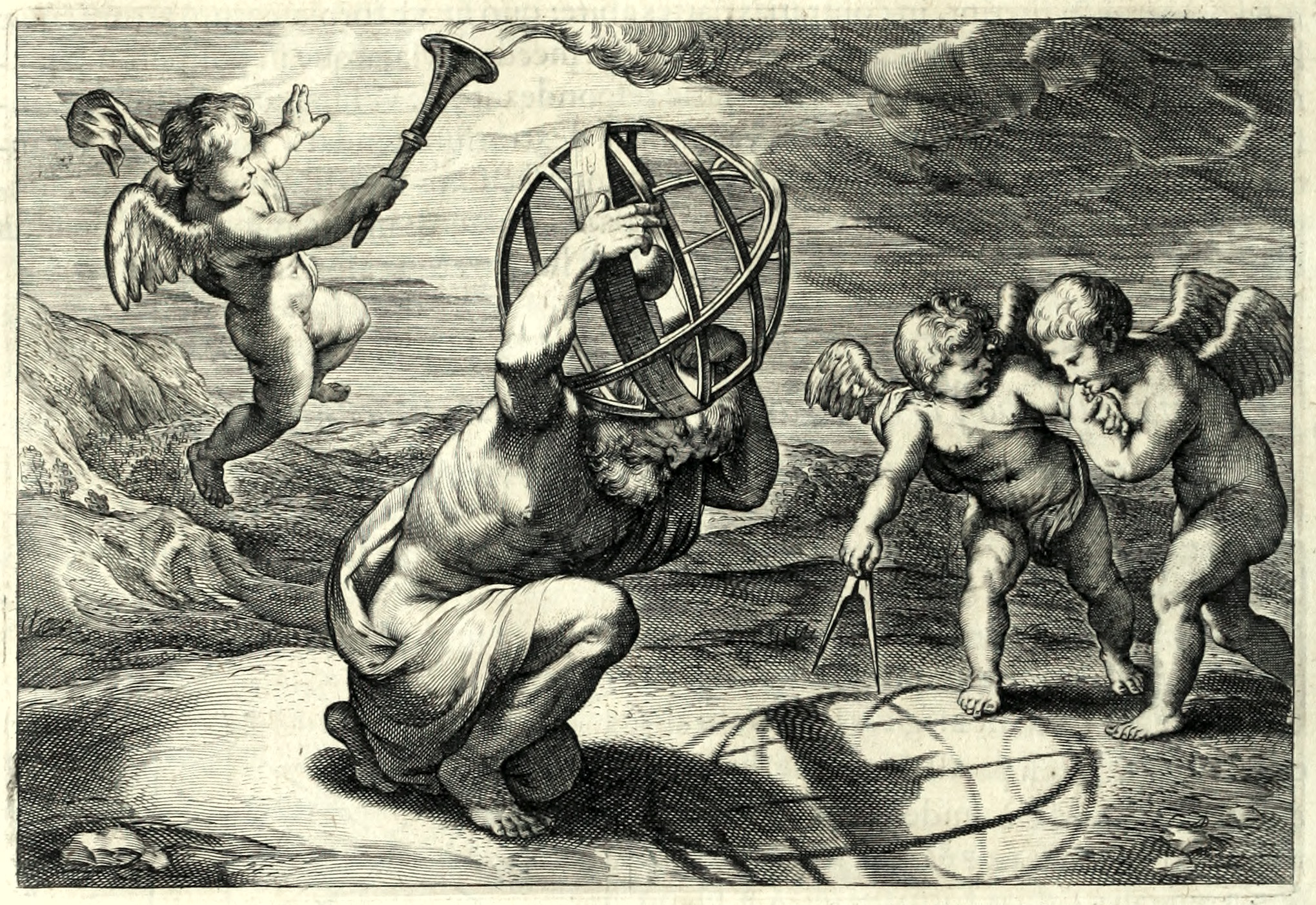
Ilustración por Rubens para el "Opticorum libri sex philosophis juxta ac mathematicis utiles", de François d'Aiguillon. Se demuestra como se calcula la proyección.

### Juventud y formación
D'Aguilon estudió Literatura y Filosofía en las facultades de Douai y París antes de que ingresar en la Compañía de Jesús en 1586. Concluyó el curso de Filosofía (1587-1589) y enseñó literatura en Douai, antes de cursar Teología en Salamanca, España (1592-1596). Fue ordenado sacerdote en Ypres en 1596. Enseñó teología en la Amberes, donde fue rector.

### Matemático

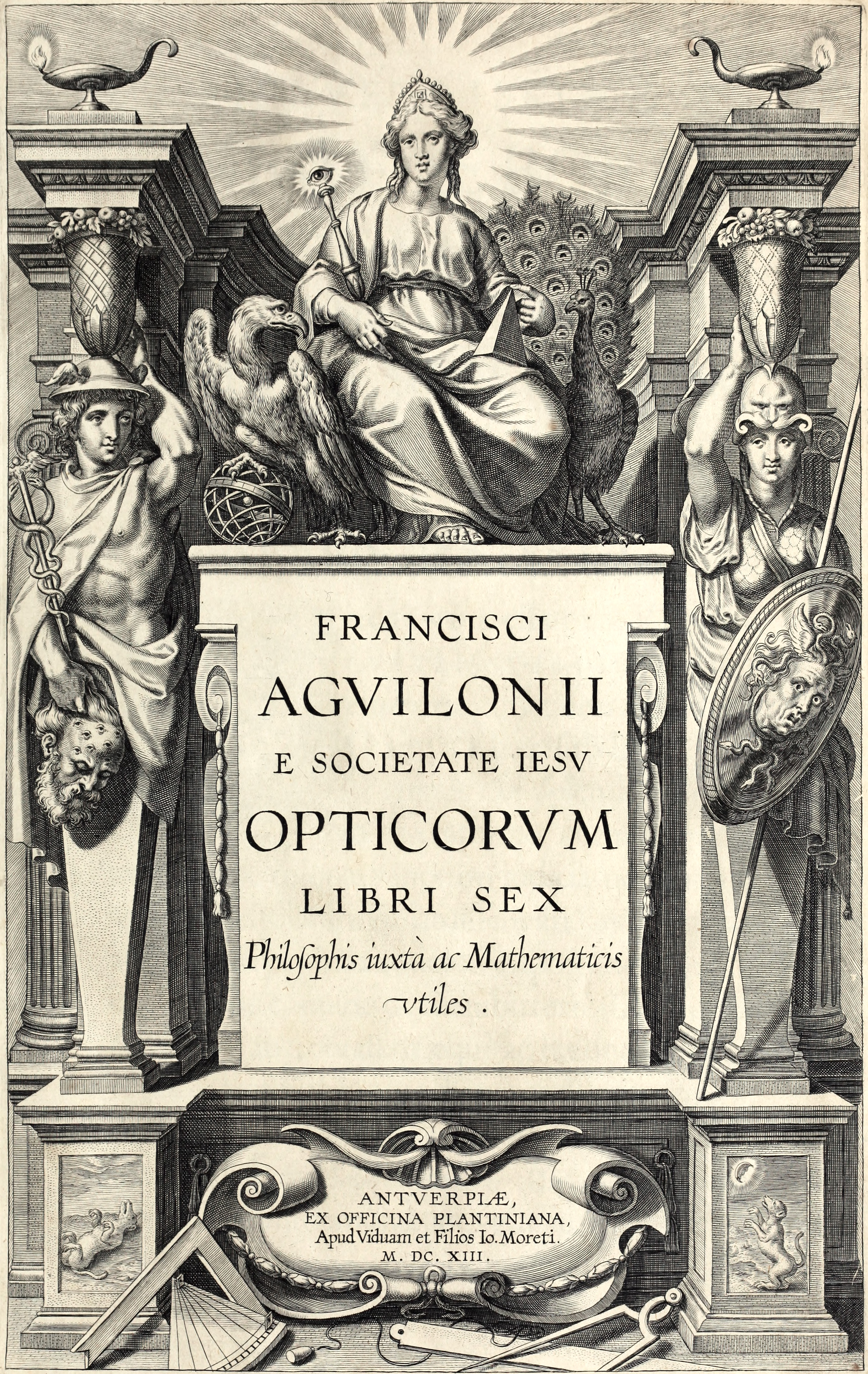
Opticorum libri sex, 1613

Fue en matemática y en óptica, donde d'Aguilon demostró su pleno potencial. Fue profesor de matemáticas en Douai, y en 1598 fue transferido a Amberes, donde inició una escuela especial de matemáticas, que pretendía perpetuar la investigación matemática y el estudio en la sociedad de los jesuitas. Esta escuela produjo geómetras como: André Tacquet, Jean-Charles della Faille y Théodore Moretus. Fue también rector hasta 1616.
Su libro, Opticorum Libri Sex philosophis juxta ac mathematicis utiles (Seis Libros de Óptica, útiles para filósofos y matemáticos), publicado en Amberes en 1613, fue ilustrado por el famoso pintor Peter Paul Rubens. Fue notable por contener los principios de las proyecciones estereográfica, ortográfica y el modelo de coloración tricromática, e inspiró las obras de Gerard Desargues y Christiaan Huygens.
Como arquitecto, trabajó en los proyectos de las iglesias jesuitas de Tournai y Mons. Fue el arquitecto de la más bella iglesia jesuita del Barroco en los Países Bajos, la Iglesia de la Casa Profesa de los Jesuitas (actual iglesia de San Carlos Borromeo, en Amberes) concluida después de su muerte, por el también jesuita y arquitecto de profesión, Pieter Huyssens. La decoración interior fue a cargo de Peter Paul Rubens.